# Alex Napa
Alex Napa (ur. 23 lutego 1976 w Rarotonga) – piłkarz z Wysp Cooka, grający na pozycji obrońcy, trener piłkarski.

## Kariera piłkarska

### Kariera klubowa
Występował w Puaikura FC.

### Kariera reprezentacyjna
W 1996 bronił barw narodowej reprezentacji Wysp Cooka.

## Kariera trenerska
Od 1996 do 1998 prowadził narodową reprezentację Wysp Cooka. W 1998 kierował narodową reprezentację Wysp Salomona.
W 2007 objął stanowisko głównego trenera Nikao Sokattack FC.

## Sukcesy i odznaczenia

### Sukcesy trenerskie
- mistrz Wysp Cooka: 2008, 2009
- zdobywca Pucharu Wysp Cooka: 2007, 2008, 2010, 2011, 2012